# The Runaways
The Runaways war eine Rockband, die von 1975 bis 1979 bestand. Stilistisch kann The Runaways zwischen Rock ’n’ Roll, Punk-Rock und Glam Rock eingeordnet werden. Die Band galt, neben Musikerinnen wie Debbie Harry und Suzi Quatro, als Wegbereiterin für die Riot-Grrrl-Bewegung. Die Sängerin und Rhythmusgitarristin Joan Jett ist bis heute noch im Musikgeschäft erfolgreich und wurde 2015 mit ihrer Band Joan Jett & the Blackhearts in die Rock and Roll Hall of Fame aufgenommen. Die ehemalige Leadgitarristin Lita Ford war in den Achtziger- und Neunzigerjahren eine erfolgreiche Hard-Rock-Musikerin, die ebenfalls noch musikalisch aktiv ist.
Die Band wurde nicht, wie vielfach berichtet, von Produzent Kim Fowley ins Leben gerufen. Er lag zwar richtig mit seiner Annahme, dass fünf weibliche Teenager, die harten Rock spielen, optimal vermarktbar sind, aber die eigentlichen Gründungsmitglieder waren Joan Jett und Sandy West, die eng mit der Songwriterin Kari Krome zusammenarbeiteten und irgendwann mit Kim Fowley zusammentrafen. Die jungen Frauen wollten eine All-Female-Band gründen und suchten nach einer passenden Bassistin und Sängerin. Diesen Part übernahm vorerst Michael „Micki“ Steele.

## Geschichte

### Die Anfänge
Sandy Wests Vorstellungen von einer rein weiblichen Rockband standen am Anfang der Runaways. Sie stieß auf Kim Fowley, der in Kontakt mit der 14-jährigen Kari Krome war, die schon diverse Liedtexte verfasst hatte. Kari Krome wollte, dass die Texte von Mädchen in ihrem Alter gesungen werden, und so hielt Fowley Ausschau nach möglichen neuen Rockstars.
Er brachte Sandy West mit der damals 17-jährigen Joan Larkin zusammen, die sich selbst das Gitarrespielen beigebracht hatte und sich nach der Scheidung ihrer Eltern Joan Jett nannte. Da Fowley zwar von Kari Kromes Liedtexten beeindruckt war, sie aber nicht besonders gut singen konnte, holte er Sue Thomas (die sich später in Michael „Micki“ Steele umbenannte) an deren Stelle in die Band.
Die Band nahm ein Demo-Album auf, das jedoch nie veröffentlicht wurde. Später kamen Lita Ford an der Gitarre und Cherie Currie als Sängerin dazu. Micki Steele verließ die Band, da sie mit deren hartem Image unzufrieden war; für sie kam im Dezember 1975 Jackie Fox.

### Erfolge
Die Runaways waren in den USA nur mäßig erfolgreich. Mutmaßlich lag das zum Teil an dem Image, das Kim Fowley der Band verpasst hatte. Junge Frauen, die Sex, Alkohol und das Leben auf der Straße besangen, wurden damals eher selten im Radio gespielt. Im Gegensatz dazu fanden die Runaways aber in Japan großen Anklang. Der Titel Cherry Bomb, das erfolgreichste Lied der Gruppe, erreichte Platz 1 in den japanischen Charts. Die Musikerinnen wurden in dem Land von ihrer euphorisierten Fangemeinde mit einem an Beatlemania erinnernden frenetischen Empfang begleitet und spielten vor ausverkauften Häusern. Aus der Japan-Tour ging das Album Live in Japan hervor. Cherry Bomb wurde in Großbritannien 2023 mit einer Silbernen Schallplatte ausgezeichnet.

### Trennung
Im Juli 1977 verließ Jackie Fox während der Japan-Tour wegen Spannungen zwischen den Mitgliedern die Band, gefolgt von Cherie Currie im gleichen Jahr. Fox wurde daraufhin durch Vicki Blue ersetzt. Die Band nahm dann das Album Waiting for the Night auf, welches es aber nie in die US-Charts schaffte, und Fowley, der inzwischen das Interesse an der Band verloren hatte, kündigte als deren Manager. Langsam tauchten auch musikalische Differenzen in der Band auf, da Joan Jett sich für Punk und Glam Rock interessierte, Sandy West und Lita Ford dagegen eher zu Hard Rock und Heavy Metal hin tendierten.
Im September 1978 veröffentlichte die Band dann ihr letztes Album, And Now… The Runaways, welches ursprünglich nur in Europa und Japan erschien. Vicki Blue stieg aus und wurde kurzzeitig durch Laurie McAllister ersetzt, bis sich die Runaways im April 1979 endgültig auflösten.
Joan Jett startete daraufhin eine Solokarriere und gründete in den 1980ern mit dem Producer Kenny Laguna die Band The Blackhearts sowie das Label Blackheart Records. Lita Ford hatte in den 1980er Jahren einige Pop-Metal-Hits, arbeitete unter anderem mit Ozzy Osbourne zusammen, veröffentlichte bis 1995 sieben Alben und danach bis 2004 noch drei Greatest-Hits-Alben. Jackie Fox dagegen studierte Jura und wurde Anwältin. Vicki Blue drehte 2004 den Dokumentarfilm Edgeplay über die Runaways. Sandy West machte mit der Sandy West Band weiterhin Musik. Sie starb am 21. Oktober 2006 nach langer Krankheit an Lungenkrebs. Am 9. Dezember 2006 wurde ein Gedenkkonzert mit Bands/Künstlern wie The Sandy West Band, Cherrie Currie, The Bangles und The Donnas zelebriert. Laurie McAllister, die 1978 als Ersatz für Vicki Blue den Bass in der Gruppe übernahm, verstarb am 20. August 2011.

## Verfilmung der Bandgeschichte
Die Geschichte von The Runaways wurde 2009 unter dem gleichnamigen Titel verfilmt, mit Kristen Stewart als Joan Jett, Dakota Fanning als Cherie Currie, Stella Maeve als Sandy West, Scout Taylor-Compton als Lita Ford und Michael Shannon als Kim Fowley. Regie führte Floria Sigismondi. Der Film ist in Deutschland als DVD am 22. Oktober 2010 erschienen. Stewart und Fanning sangen alle im Film live gespielten Songs der Band selbst. Einzig die Songs I Love Rock’n’Roll und Bad Reputation (im Abspann) wurden als Original von Joan Jett gespielt.

## Bildgalerie

The Runaways live in Birmingham, Brumrock ’76
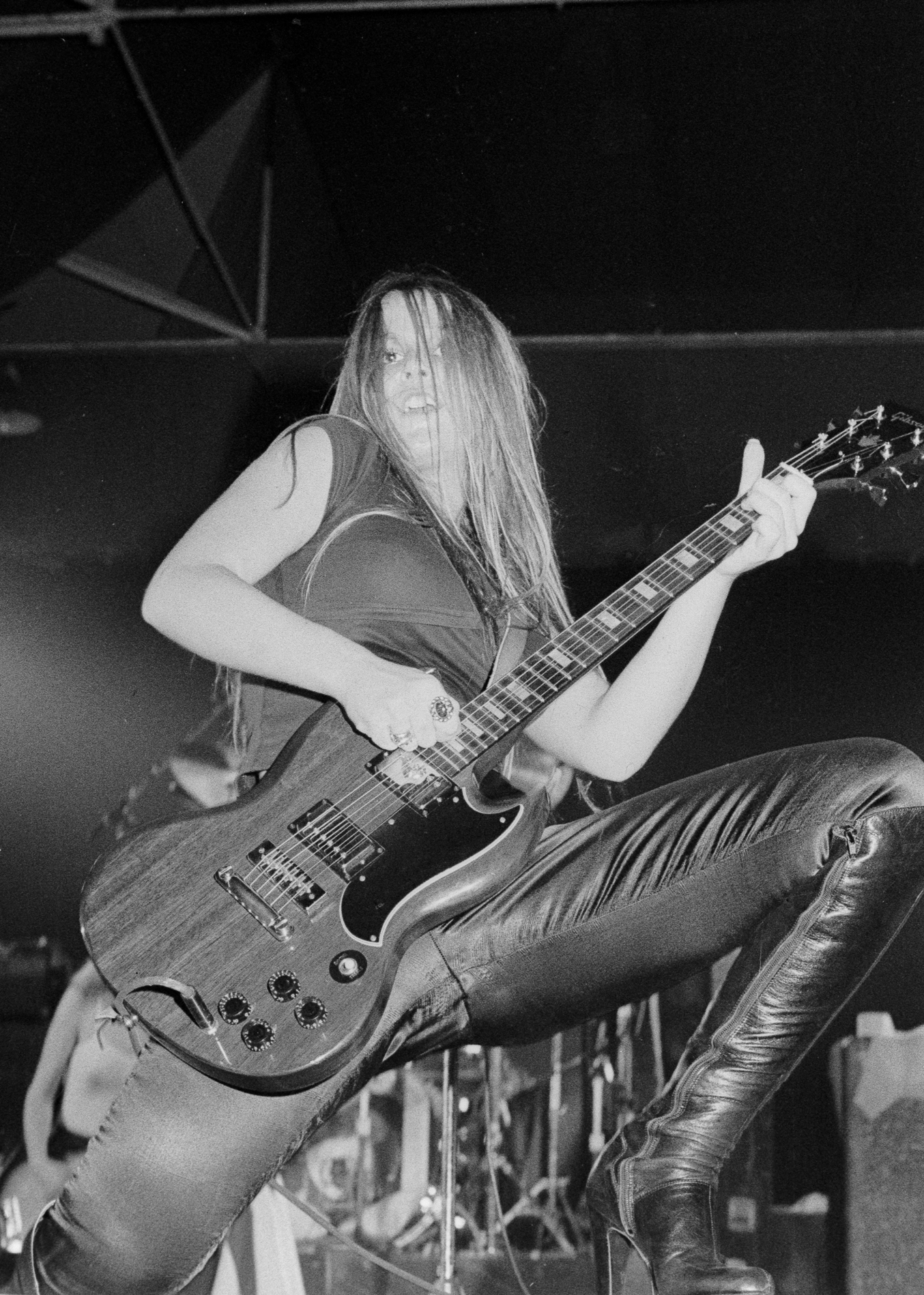
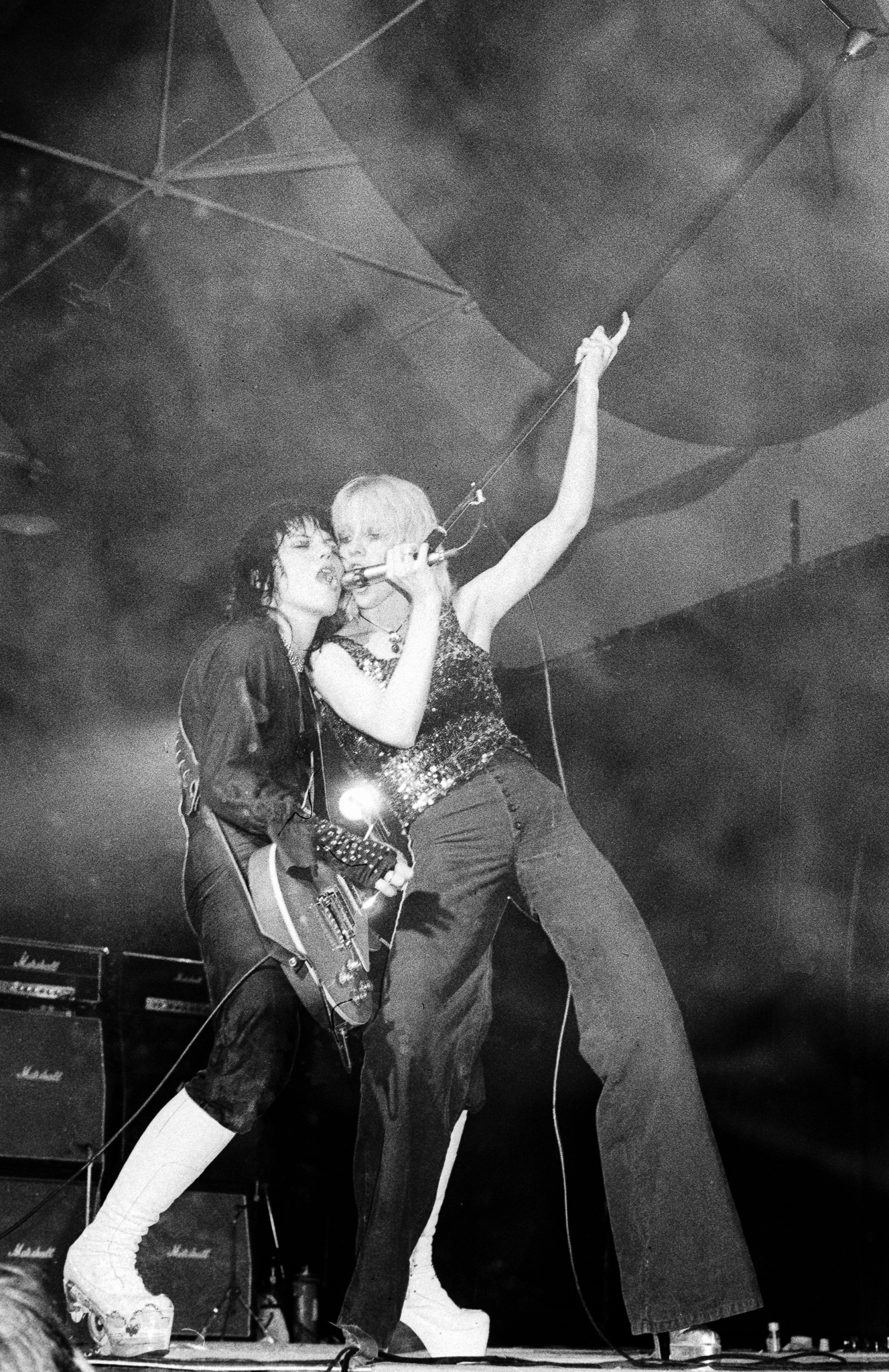
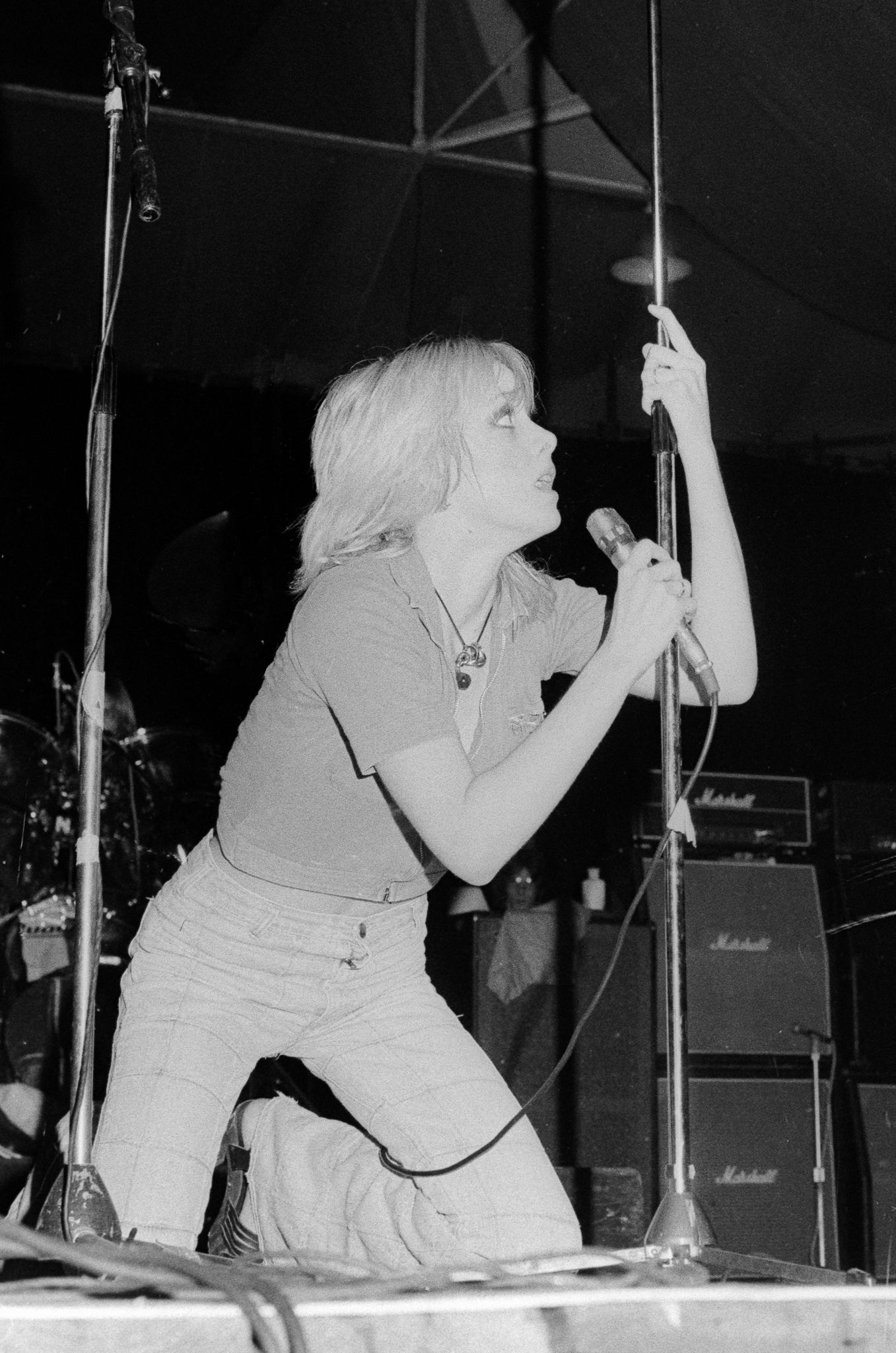
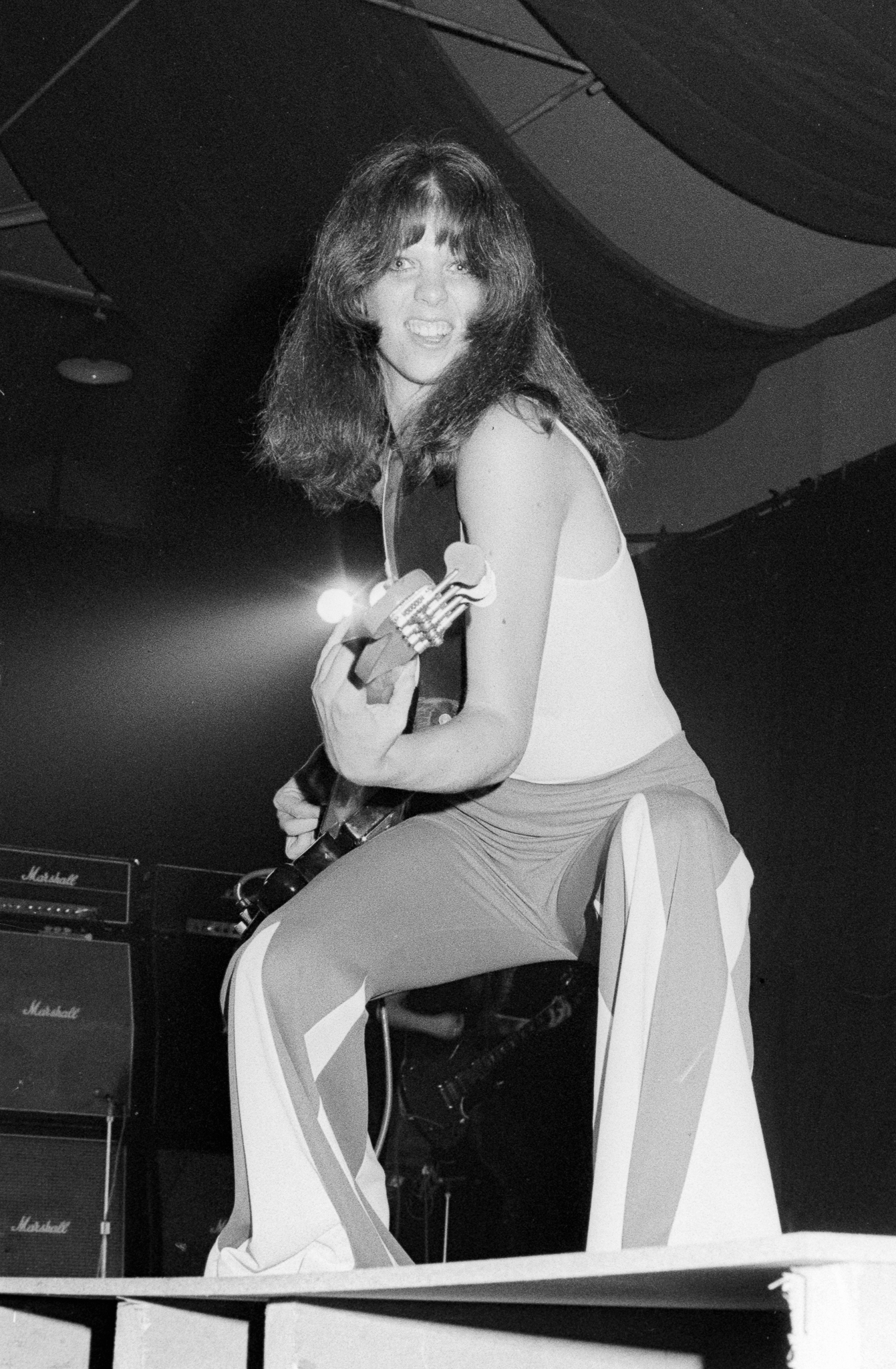
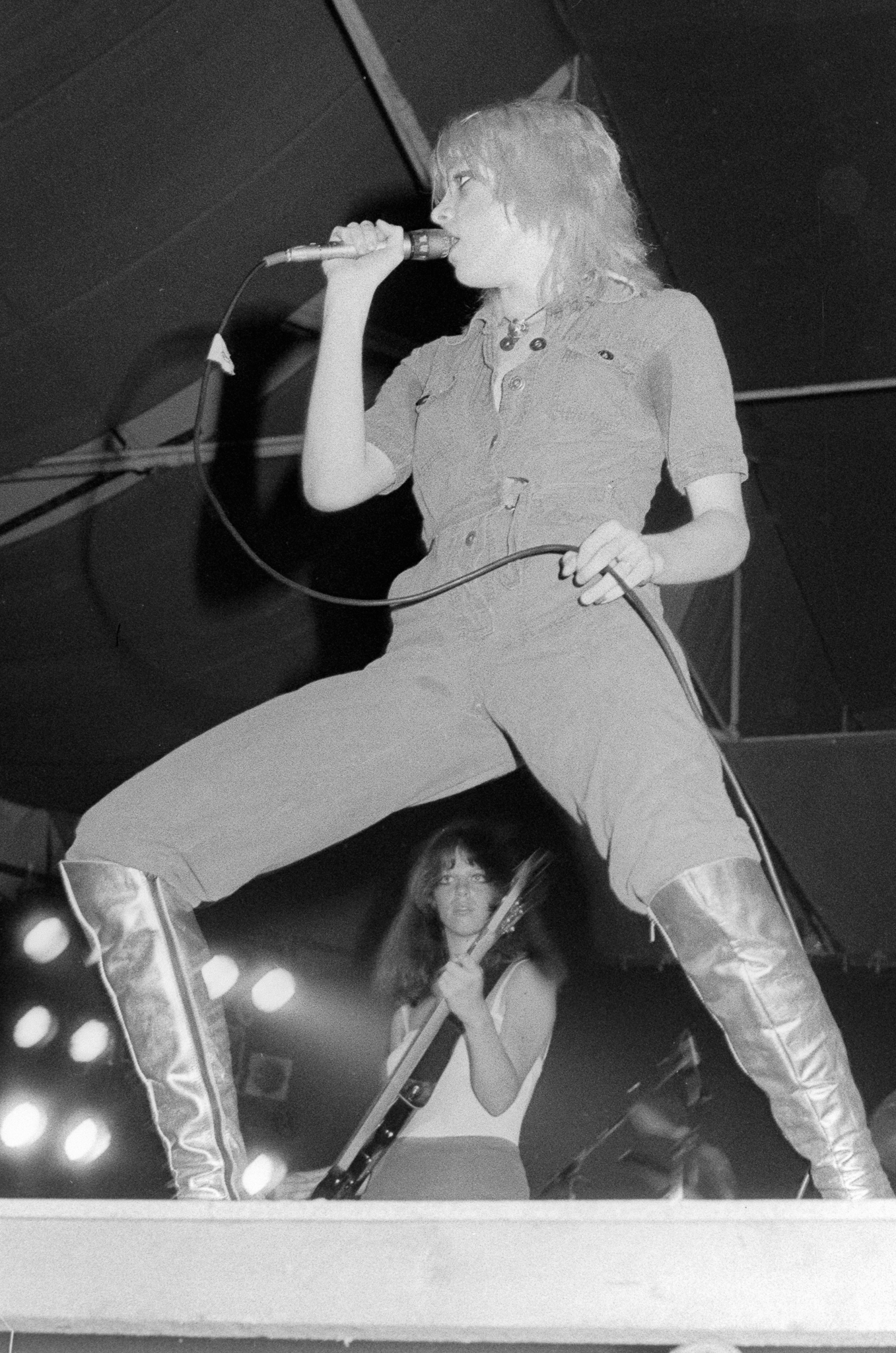
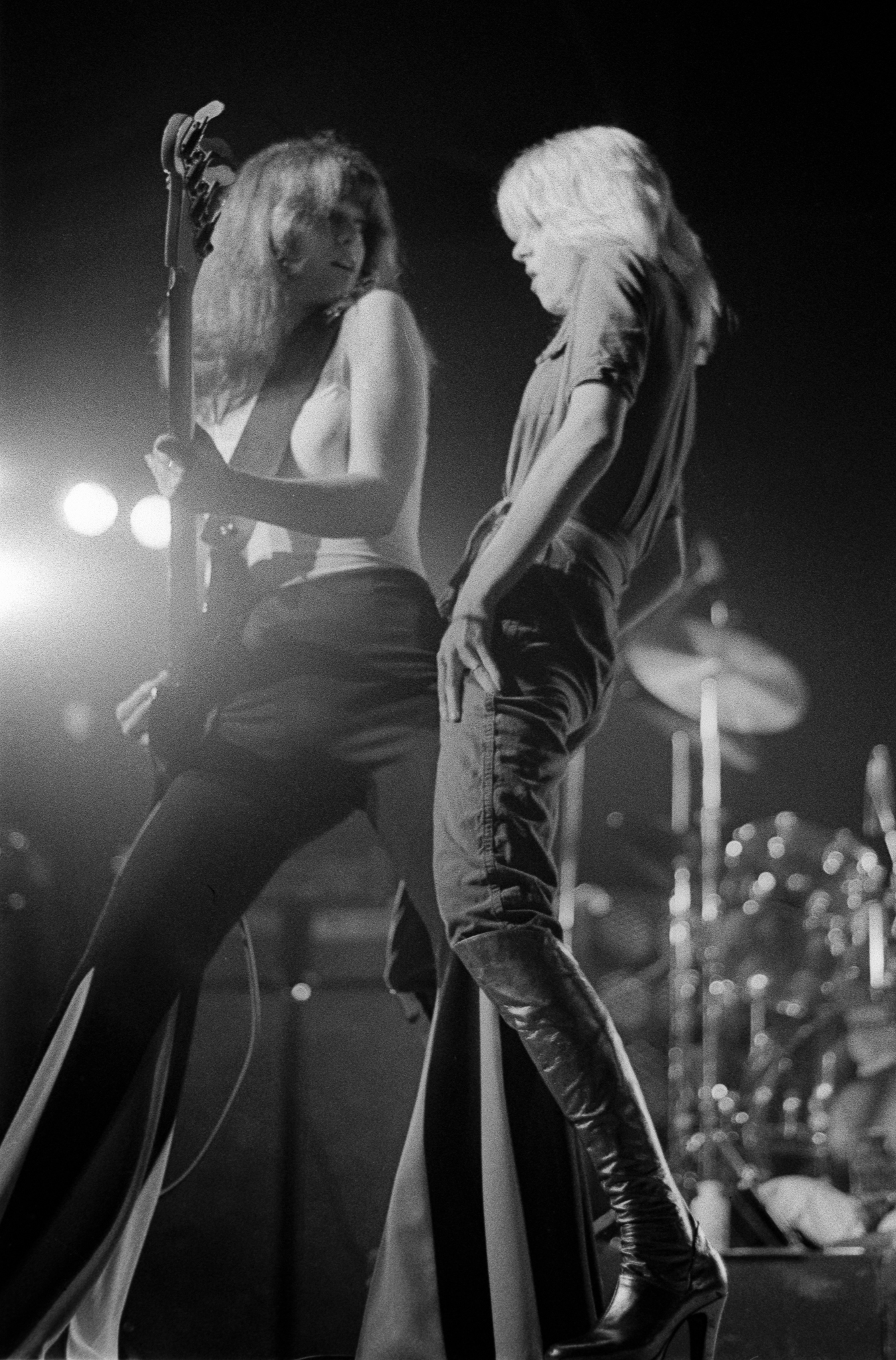
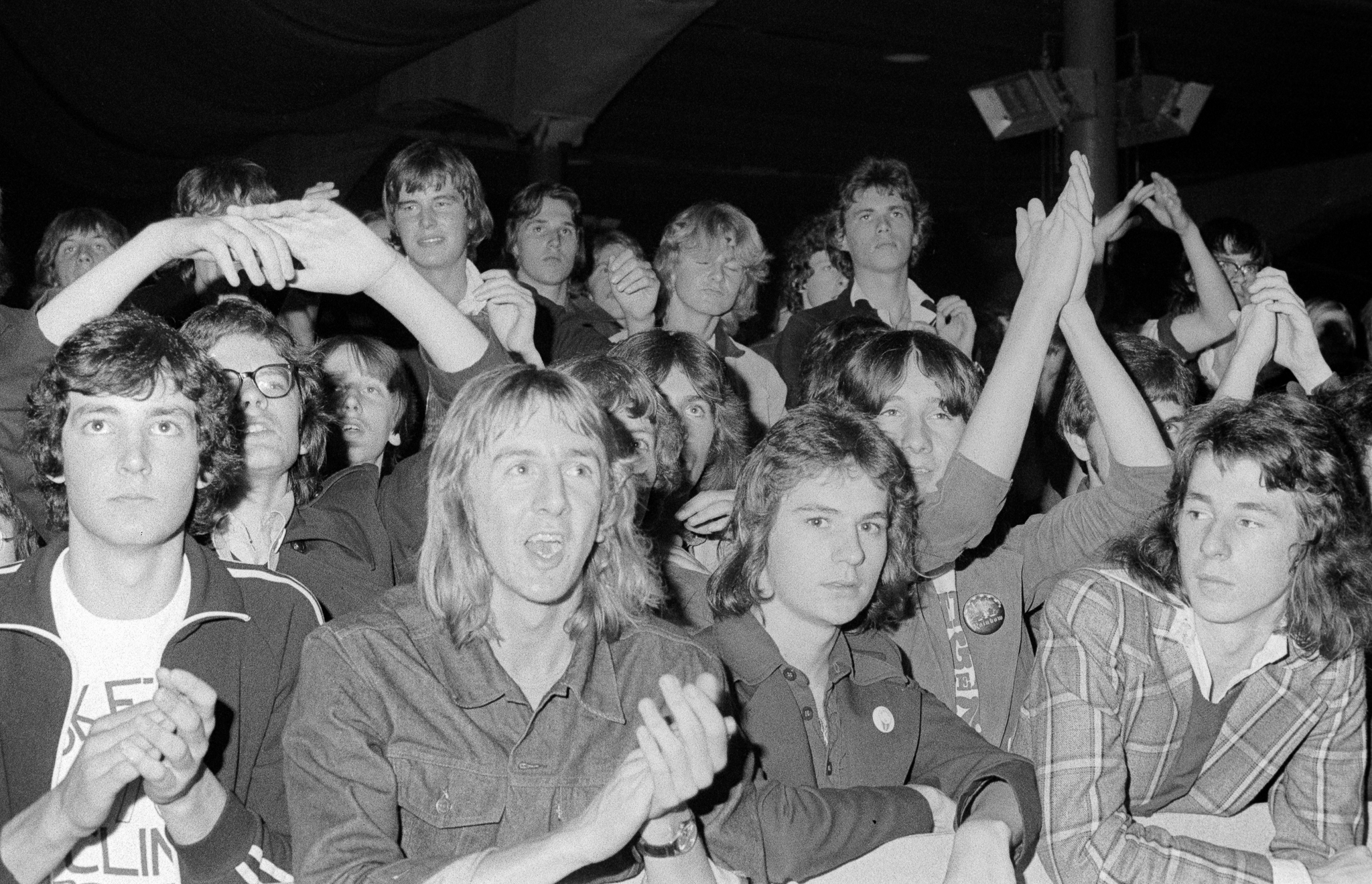

## Diskografie

### Studioalben
- 1976: The Runaways
- 1977: Queens of Noise
- 1977: Waiting for the Night
- 1981: Little Lost Girls

### Livealben
- 1977: Live in Japan
- 2015: Live (Agora Ballroom, Cleveland - July 19, 1976)
- 2017: Live in New York 1978
- 2015: And Now USA Tour 1978

### Kompilationen
- 1980: Flaming Schoolgirls
- 1982: The Best of the Runaways
- 1982: I Love Playin' with Fire
- 1991: Born to be Bad
- 1992: Neon Angels
- 1997: The Runaways featuring Joan Jett and Lita Ford
- 2005: 20th Century Masters - The Millennium Collection: The Best of the Runaways
- 2010: The Mercury Albums Anthology
- 2024: Cherokee Studios Demos

### Singles (Auswahl)
- 1976: Cherry Bomb / Blackmail
- 1977: Heartbeat / Neon Angels on the Road to Ruin
- 1977: School Days / Wasted